# 石崗村
石崗村（英語：Shek Kong Village）是香港軍營之一，位於新界錦田石崗，是駐港解放軍陸軍步兵旅及合成旅駐地，主要為軍人宿舍。
石崗村於英國殖民地時期由駐港英軍使用；其位於林錦公路和荃錦公路交界以南近雷公田，與石崗軍營相距兩公里。
近年，該軍營曾主辦解放軍廣州軍區的足球比賽，當中主場的駐港官兵亦有組隊參賽。

## 交通
九巴